# Província de Iorque
A Província de Iorque, ou menos formalmente a Província do Norte, é uma das duas províncias eclesiásticas que compõem a Igreja da Inglaterra e consiste em 14 dioceses que cobrem o terço norte da Inglaterra e a Ilha de Man. Iorque foi elevada a arcebispado em 735: Egberto foi o primeiro arcebispo. Em certa época, os arcebispos de Iorque também reivindicaram autoridade metropolitana sobre a Escócia, mas essas reivindicações nunca foram realizadas e cessaram quando a arquidiocese de Santo André foi estabelecida.
O bispo metropolitano da província é o arcebispo de Iorque (o mais novo dos dois arcebispos da Igreja da Inglaterra). Catedral de Iorque serve como a Igreja matriz da Província de Iorque.

## Mudanças de fronteira desde meados do séc. XIX
Em 1836, a diocese de Ripon foi formada (diocese de Ripon e Leeds de 1999 a 2014), seguida por outras fundações: Manchester em 1847, Liverpool em 1880, Newcastle em 1882, Wakefield em 1888, Sheffield em 1914, Bradford em 1919, Blackburn em 1926 e Leeds em 2014.
A diocese de Southwell (Southwell e Nottingham desde 2005) foi um caso especial: em 1837, a arquideaconaria de Nottingham, que até então fazia parte da diocese de Iorque, foi transferida para a diocese de Lincoln e, portanto, para a província da Cantuária. Em 1884, os condados de Nottinghamshire e Derbyshire foram fundidos para formar a nova diocese de Southwell. A diocese de Derby foi criada em 1927, removendo Derbyshire da jurisdição de Southwell, e em 1935 a diocese de Southwell foi transferida de volta para a província de Iorque.